# Котляревский, Иван Петрович
Ива́н Петро́вич Котляре́вский (рус. дореф. Ива́нъ Петро́вичъ Котляре́вскій, 29 августа [9 сентября] 1769, Полтава, Полтавский полк, Российская империя — 29 октября [10 ноября] 1838, Полтава, Полтавская губерния, Российская империя) — украинский писатель и поэт, переводчик и просветитель, драматург. Автор поэмы Энеида, написанной на украинском языке и впервые опубликованной в 1798 году.
Участник Русско-турецкой войны (1806—1812) в чине штабс-капитана, по окончании войны опубликовал «Записи о первых действиях русских войск в турецкую войну 1806 года».

## Биография

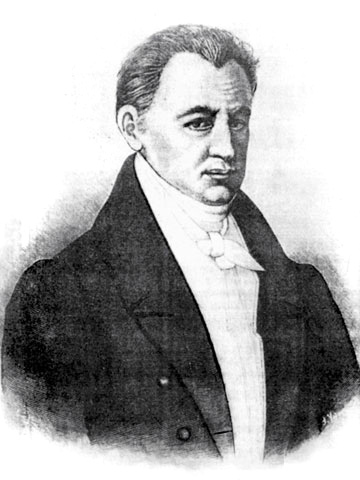
Иван Котляревский

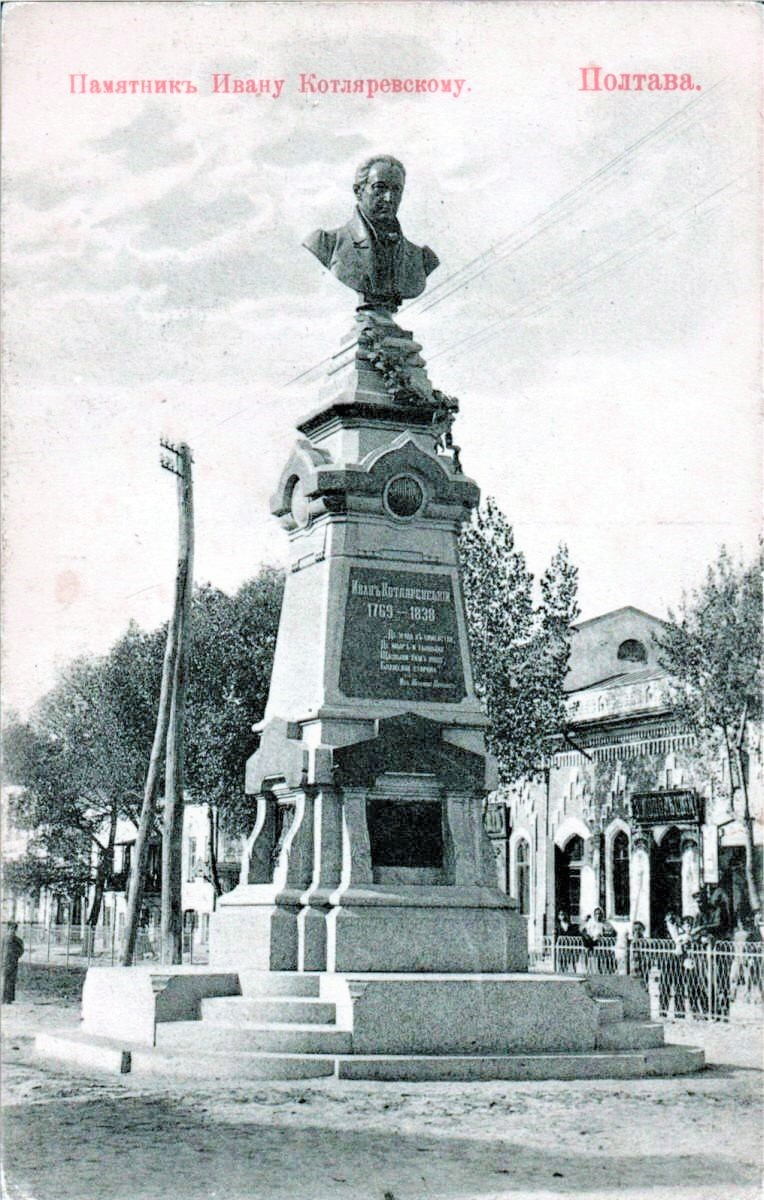
Памятник Ивану Котляревскому в Полтаве, 1905 год

Иван Котляревский родился в Полтаве в 1769 году в семье Котляревских, благородного казацко-старшинного рода. Отец Ивана — Пётр Иванович Котляревский — занимал должность канцеляриста в полтавском городовом магистрате. Мать — Параскева Лаврентьевна Жуковская — дочь сотенного казака из Решетиловки. Дед по отцу был дьяконом в Свято-Успенском соборе Полтавы.
В 1780—1789 годах учился в Екатеринославской духовной семинарии. В 1789—1793 годах работал канцеляристом, в 1793—1796 годах — домашним учителем в сельских помещичьих семьях.
В 1796—1808 годах Иван Котляревский находился на военной службе. 1 апреля 1796 года определён кадетом в Северский драгунский полк, 11 июля 1796 года произведён в аудиторы, в 1798 году переименован в прапорщики, 8 января 1799 года произведён в подпоручики, а 5 февраля этого же года — в поручики. В 1802 году Котляревский был прикомандирован в качестве адъютанта к инспектору Днестровской и Крымской инспекции генералу от кавалерии маркизу Дотишампу. Затем, с 1806 года (ориентировочно) по 3 ноября 1807 года Котляревский  продолжил службу как адъютант барона К. И. Мейендорфа, командира 2-го корпуса войск, предназначенных для войны с турками. 12 апреля 1806 года Котляревский произведён в штабс-капитаны.
В 1806—1807 годах Котляревский в чине штабс-капитана принимал участие в Русско-турецкой войне 1806—1812 годов, был участником осады Измаила. Награждён орденом Святой Анны 3-й степени. В 1808 году вышел в отставку.
С 1810 года работал надзирателем «Дома для воспитания детей бедных дворян». В 1812 году во время похода Наполеона І Бонапарта на Россию Котляревский с разрешения Малороссийского генерал-губернатора князя Я. И. Лобанова-Ростовского в августе сформировал в городке Горошине Хорольского уезда на Полтавщине 5-й Малороссийский казачий конный полк, за что получил чин майора. Котляревскому было обещано, что после окончания войны 5-й Малороссийский  полк будет сохранён как постоянное казацкое войско. Однако данная идея осталась нереализованной.
В 1816—1821 годах Котляревский — директор Полтавского Свободного театра. В 1818—1819 годах вместе с В. Лукашевичем, В. Тарнавским и др. входил в состав полтавской масонской ложи М. Н. Новикова «Любовь к Истине» (и. о. Секретаря ложи, Оратор ложи). Котляревский оказывал содействие выкупу М. С. Щепкина из крепостного состояния. В 1827—1835 годах — попечитель богоугодных заведений.
Скончался в Полтаве, в 1838 году. Памятник на могиле на свои средства поставил его друг Павел Стеблин-Каменский.
Котляревский не был женат. Его наследницей и хозяйкой усадьбы стала экономка Матрёна Ефремовна Веклевичева.

## Литературная деятельность
Литературную деятельность начал около 1794 года. Котляревский — автор «Энеиды» (1798, три части; 1842 — полное посмертное издание), несколько раз переиздававшейся под названием «Вергилиева Энеида. На малороссийский язык перелицованная И. Котляревским». Взяв за основу сюжетную канву одноимённой поэмы Вергилия, а также одноимённую пародийную поэму Николая Осипова «Виргилиева Енеида, вывороченная наизнанку» (1791) на русском языке (где Эней изображён как «удалой детина и самый хватский молодец»), Котляревский в традициях бурлеска создал своё оригинальное художественное произведение.
В поэме автор воссоздал разные стороны жизни украинского общества во второй половине XVIII века. Национальная окраска и сочувствие к судьбе простого народа обусловили большой успех «Энеиды» среди современников.

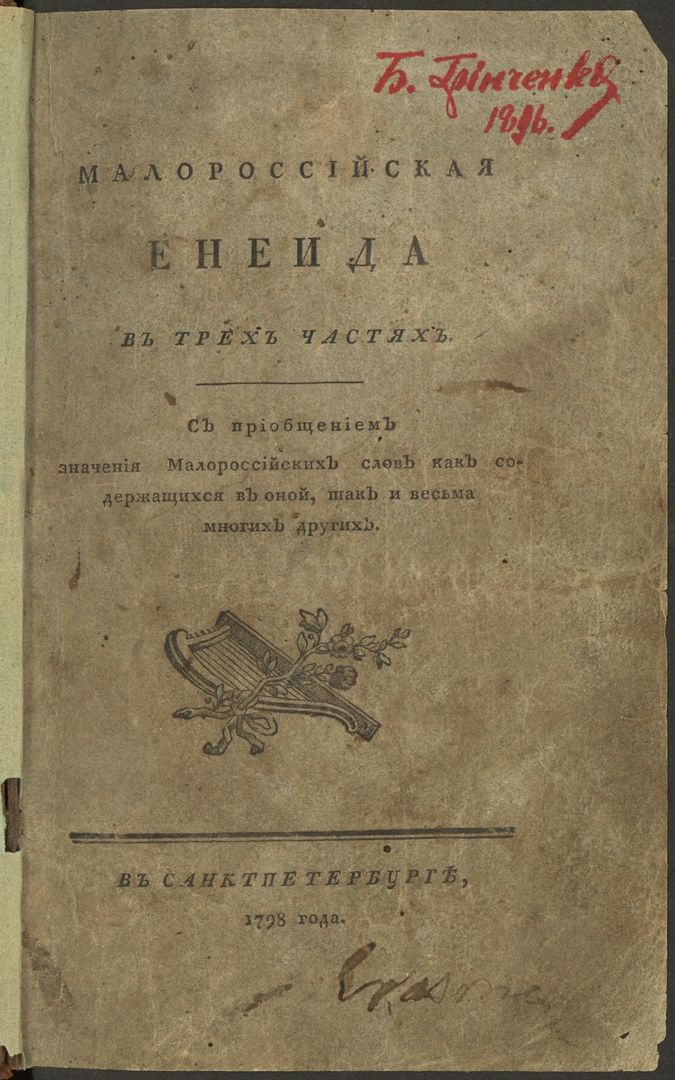
Первое издание «Энеиды» (Енеида. На малороссійскій языкъ перелицїованная И. Котляревскимъ), 1798 год
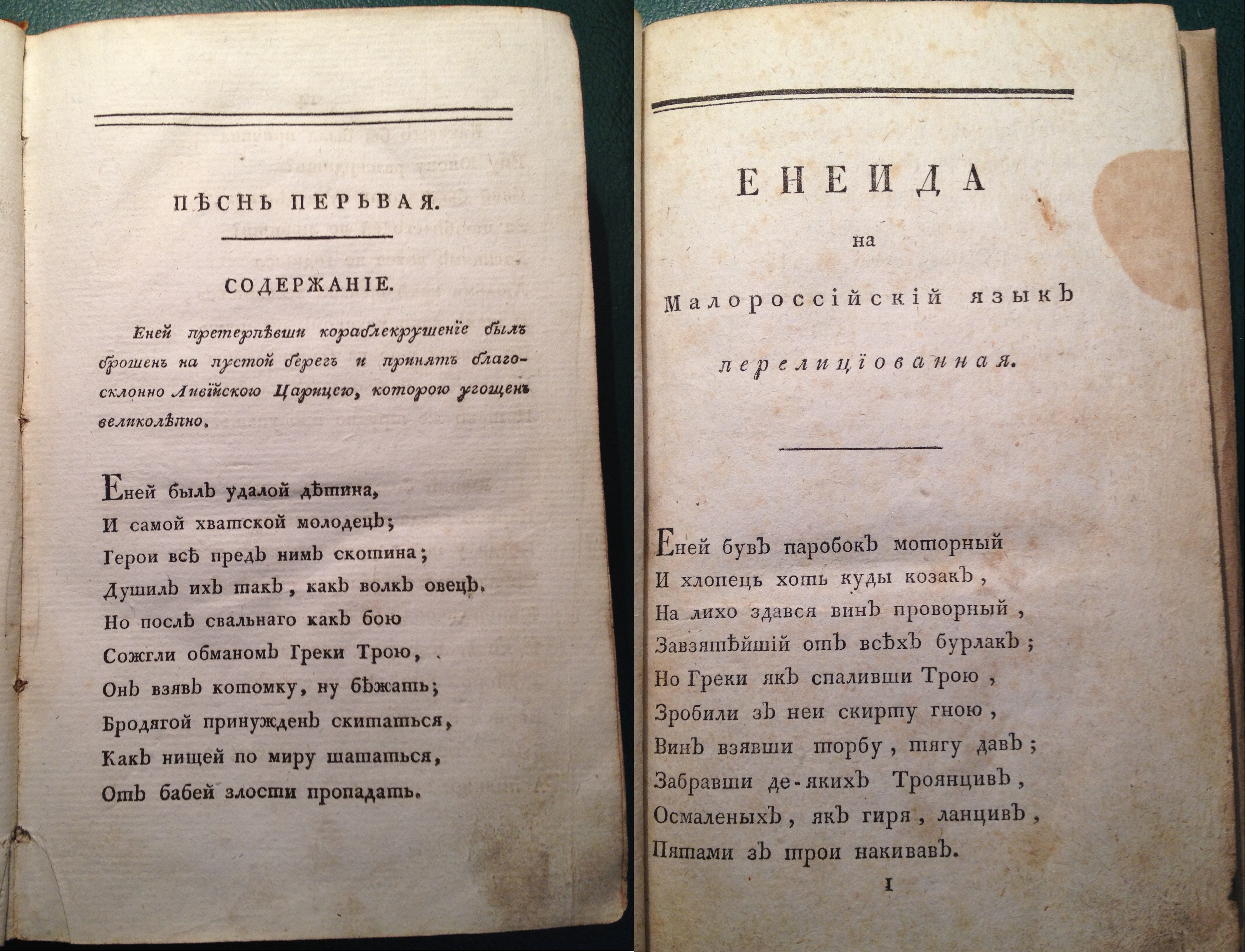
Первая строфа «Энеиды» Осипова и «Энеиды» Котляревского

Под влиянием имевшей большой успех среди украинской и русской публики «Энеиды» «малорусское наречие» долгое время воспринималось (в том числе и многими украинскими писателями) как тесно связанное с бурлескной тематикой и «низким штилем». Сам Котляревский и его современники «малороссийский язык» как таковой использовали прежде всего с целью передачи юмора. Поэтому писатели украинского романтизма, с 1840-х годов утверждавшие украинский язык в более широком стилевом и тематическом диапазоне, стремились отмежеваться от традиций Котляревского — «котляревщины». Тарас Шевченко, в 1838 году написавший на смерть поэта восторженные стихи «На вечную память Котляревскому», в котором прославлял его как творца бессмертной «Энеиды», в 1847 году аттестовал «Энеиду» как «сміховину на московський шталт». Позднее, в своей повести «Близнецы» (1855) Шевченко воссоздал внешность Котляревского («высокий худой старичок в белом полотняном халате и соломенной крестьянской шляпе»), черты характера (простота писателя в быту, его скромность, гостеприимство, человечность, близость к народной среде). В «Близнецах» Шевченко устами героя повести Степана Мартыновича говорит об «Энеиде» как о «неоцененной книге», «чудесной», которой зачитывались, заучивали наизусть и декламировали стихи «знаменитого поэта». С. О. Ефремов справедливо заметил, что Котляревский не виноват в «котляревщине», так как «никакой знаменитый человек не застрахован от того, что появятся некие ученики и последователи из породы мелких людишек и, не понимая духовного наследства, под его стягом пустят гулять по свету собственные неумелые выдумки, отражающие в себе их мелочную натуру,  а не великое наследство учителя…И несомненно, что Котляревский — одно, а «котляревщина» в нашем писательстве — совсем иное. Это то, о чём говорил великий русский поэт: „Художник-варвар сонной кистью / Картину гения чернит“, — не гения должны мы обвинять»
В 1861 году известный писатель и общественный деятель, друг Шевченко Пантелеймон Кулиш назвал Котляревского выразителем «антинародных образцов вкуса», от души поиздевавшимся в своей «Энеиде» над «украинской народностью», выставившим напоказ «всё, что только могли найти паны карикатурного, смешного и нелепого в худших образчиках простолюдина», а язык поэмы назвал «образцом кабацкой украинской беседы». Однако уже в 1882 году, отрекшись от своего презрения  к Котляревскому, Кулиш заметил: «Он <Котляревский>, покорившись неизведанному велению народного духа, был только орудием украинского сознания». Известный шведский учёный Альфред Йенсен писал: «„Энеида“ Котляревского превосходит намного своих предшественников и прототипы на поле травестирования Вергилия. Это действительно классическое произведение».
По мотивам поэмы были созданы оперы «Эней в странствии» (композитор Я. Е. Лопатинский) и «Энеида» (композитор H. Лысенко, либретто Г. Садовского).
В 1804 году написал «Песню на Новый 1805 год господину нашему и отцу Алексею Борисовичу Куракину» (впервые опубликована Я. Ф. Головацким в журнале «Пчела» в 1849 году). В 1819 году Котляревский написал для Полтавского театра пьесу «Наталка-Полтавка» (изд. 1838, поставлена в 1819 году) и водевиль «Солдат-чародей» (изд. 1841, поставлен в 1819 году), которые стали точкой отсчёта новой украинской драматургии. H. Лысенко, использовав задел своих предшественников (О. Барсицкого, А. Едлички), написал оперу.

## Список произведений
- Журнал «Полтавская муха»
- «Виргилиева Енеида, на малороссийский язык перелицованная Иваном Котляревским» (известная как просто «Энеида») (1819—1842)
- Песня на новый 1805 год господину нашему и отцу князю Алексею Борисовичу Куракину
- Записи И. П. Котляревского о первых действиях русских войск в Турецкую войну 1806 года: [Журнал военных действий 2-го Корпуса войск под командой господина генерала от кавалерии и кавалера барона Мейндорфа. 1806 г. нояб. с 15 числа / И. П. Котляревский, [вступ. ст.: Вс. Срезневский] . — Киев: тип. Ун-та св. Владимира Н. Т. Корчак-Новицкого, 1901. —  [2], 14 с.
- «Солдат-чародей» (водевиль, 1819)
- «Наталка Полтавка» (пьеса, 1819)
- «Малороссийский губернский общий хор» (кантата)
- «Ода Сафо» (перевод на русский язык, 1817)
- «Размышления на евангелие от Луки, переведённые с французского сочинения аббата Дюкеня»

## Память
- В 1903 году в Полтаве на пожертвования жителей Полтавской губернии и других мест Российской империи, а также Галиции был открыт памятник И. П. Котляревскому (автор пьедестала — архитектор А. И. Ширшов, автор бюста и барельефов — скульптор Л. В. Позен)[24], расположен на пересечении улицы Небесной Сотни с улицей Котляревского).
- В 1975 году в киевском сквере (угол улиц Ильенка и Герцена) открыт памятник И. П. Котляревскому (скульптор — Г. Н Кальченко, архитектор — А. Ф. Игнащенко)[25][26].
- В 1952 году в Полтаве был открыт литературно-мемориальный музей И. П.Котляревского[27].
- В 1969 году по рисунку Т. Г. Шевченко, плану от 1837 года и письменным воспоминаниям современников в Полтаве была воссоздана усадьба И. П. Котляревского[28].
- Харьковский национальный университет искусств имени И. П. Котляревского.
- К 200-летию со дня рождения И. П. Котляревского в СССР 25 июня 1969 года выпущена почтовая марка[29]
- В 1994 году Укрпочтой была выпущена почтовая марка, посвящённая Котляревскому.
- В 2010 году в городе Бендеры (Приднестровье), на территории военно-мемориальном комплекса «Бендерская крепость» был открыт памятник Котляровскому, скульптор Пётр Герман[30].

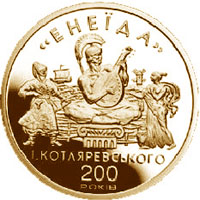
Украинская золотая монета 1998 года, посвящённая двухсотлетию опубликования «Энеиды» Котляревского, реверс
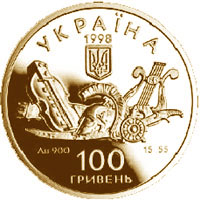
Украинская золотая монета 1998 года, посвящённая двухсотлетию опубликования «Энеиды» Котляревского, аверс
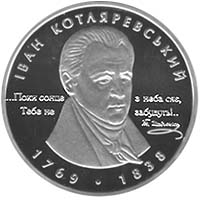
Украинская серебряная монета «Иван Котляревский» 2009 года, реверс
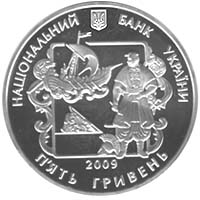
Украинская серебряная монета «Иван Котляревский» 2009 года, аверс
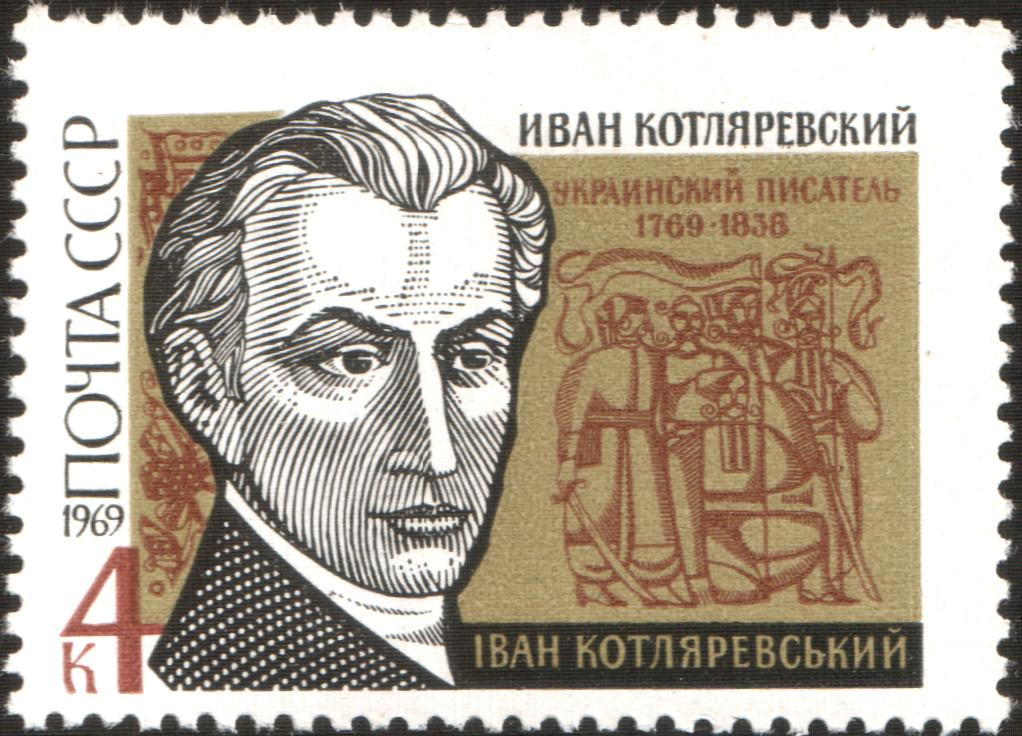
Почтовая марка СССР, 1969 год. 200 лет со дня рождения И.П. Котляревского.
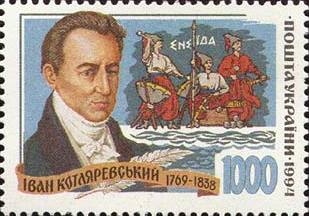
Почтовая марка Украины, 1995 год